# Lena Meyer-Landrut

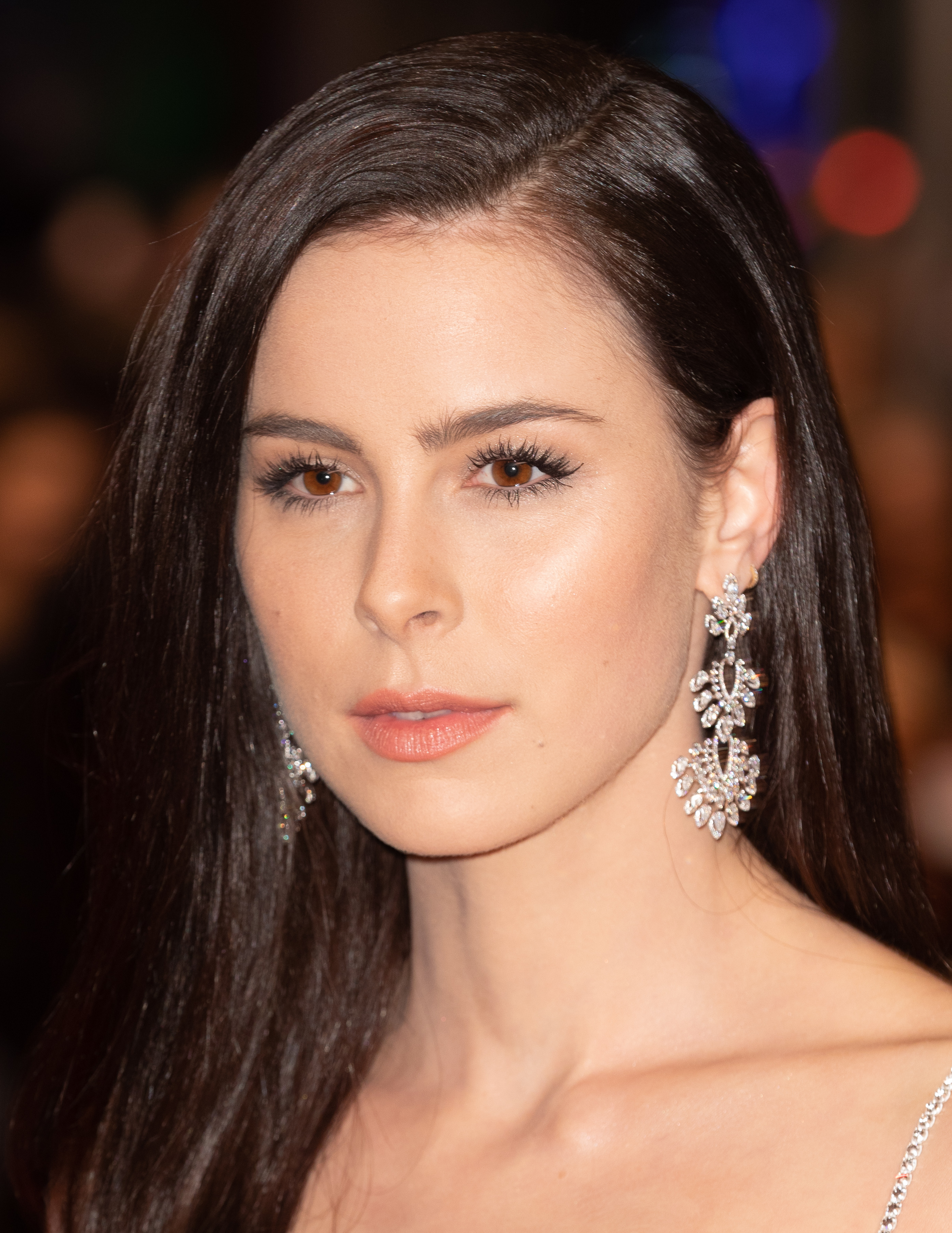
Lena Meyer-Landrut im Jahr 2020 auf der Berlinale

Lena Johanna Therese Meyer-Landrut (* 23. Mai 1991 in Hannover) ist eine deutsche Sängerin und Songschreiberin. Mit dem Lied Satellite gewann sie den Eurovision Song Contest 2010 und errang damit den zweiten Sieg für Deutschland bei diesem Wettbewerb. Im Folgejahr trat sie mit dem Stück Taken by a Stranger erneut beim ESC an und erreichte den zehnten Platz. Sie ist auch als Synchronsprecherin tätig. Gelegentlich arbeitet sie als Model und macht Werbung für Kosmetikmarken.

## Privates, Jugend und Ausbildung
Lena Meyer-Landrut wurde 1991 geboren und wuchs als Einzelkind im hannoverschen Stadtbezirk Misburg-Anderten bei ihrer Mutter auf. Ihr Vater verließ die Familie, als sie zwei Jahre alt war. Sie ist väterlicherseits eine Enkelin des Diplomaten Andreas Meyer-Landrut und eine Nichte zweiten Grades von Nikolaus Meyer-Landrut. Im Juni 2010 beendete sie die Schulzeit an der IGS Roderbruch mit dem Abitur.
Im Wintersemester 2011 schrieb sich Meyer-Landrut für die Studiengänge Sprachen und Kulturen Afrikas und Philosophie an der Universität zu Köln ein. Wegen der Arbeiten an ihrem dritten Musikalbum (siehe unten) nahm sie das Studium nicht auf.
Anfang des Jahres 2019 gab sie die Trennung von ihrem langjährigen Lebenspartner bekannt. Nach eigenen Angaben leidet Meyer-Landrut zeitweise an Depressionen.
Meyer-Landrut ist seit 2020 mit dem Musiker Mark Forster verheiratet. Die beiden hatten einander im Zuge der Dreharbeiten zu „The Voice of Germany Kids“ kennengelernt.

## Künstlerischer Werdegang
Während der Schulzeit wandte sich Meyer-Landrut nach Ballett und Jazz Dance dem aus Elementen von Hip-Hop, Jazz- und Ausdruckstanz bestehenden Show-Dance zu. 2009 wirkte sie als Laiendarstellerin in den Fernsehserien K11 – Kommissare im Einsatz, Helfen Sie mir! und Richter Alexander Hold mit.

### 2010:Unser Star für OsloundMy Cassette Player
| Show                                 | Lied              | Originalinterpret      |
| ------------------------------------ | ----------------- | ---------------------- |
| 1. Ausscheidungsshow                 | My Same           | Adele                  |
| 3. Ausscheidungsshow                 | Diamond Dave      | The Bird and the Bee   |
| 4. Ausscheidungsshow                 | Foundations       | Kate Nash              |
| 5. Ausscheidungsshow                 | New Shoes         | Paolo Nutini           |
| 6. Ausscheidungsshow (Viertelfinale) | Mouthwash         | Kate Nash              |
| 6. Ausscheidungsshow (Viertelfinale) | Neopolitan Dreams | Lisa Mitchell          |
| 7. Ausscheidungsshow (Halbfinale)    | Mr. Curiosity     | Jason Mraz             |
| 7. Ausscheidungsshow (Halbfinale)    | The Lovecats      | The Cure               |
| 8. Ausscheidungsshow (Finale)        | Bee               | zuvor unveröffentlicht |
| 8. Ausscheidungsshow (Finale)        | Satellite         | zuvor unveröffentlicht |
| 8. Ausscheidungsshow (Finale)        | Love Me           | zuvor unveröffentlicht |

Im Herbst 2009 bewarb sie sich um eine Teilnahme an der Castingshow Unser Star für Oslo, der deutschen Vorentscheidung zum Eurovision Song Contest 2010. Sie wurde ausgewählt und trat in der ersten Fernsehshow mit dem Song My Same der britischen Soul- und Popsängerin Adele auf. Sie erntete Lob von den Juroren um Veranstalter Stefan Raab. Adele bezeichnete Lenas Version ihres Liedes später als „faszinierend“. Die Originalfassung des Songs platzierte sich – ebenso wie das später von ihr gesungene New Shoes von Paolo Nutini – erst nach ihrem Castingshow-Auftritt in den deutschen Singlecharts. Auch Kate Nashs Foundations, Neopolitan Dreams von Lisa Mitchell und Jason Mraz’ Mr. Curiosity kehrten nach ihrer Interpretation in die deutschen Singlecharts zurück. Schon vor dem Finale galt Lena als Favoritin. Meyer-Landrut gewann den Wettbewerb gegen die gleichaltrige Schülerin Jennifer Braun mit dem Lied Satellite von Julie Frost und John Gordon und erhielt einen Plattenvertrag bei Universal Music.
Einen Tag nach dem Sieg bei Unser Star für Oslo belegte Meyer-Landrut mit den Finalsongs Satellite, Bee und dem von Raab eigens für sie komponierten Love Me, dessen Text von ihr selbst stammt, als erste deutsche Sängerin die ersten drei Plätze großer Download-Portale wie iTunes und Musicload. Gleichzeitig stellte sie mit den Singles einen Verkaufsrekord auf. Als erste Interpretin konnte sie auf Anhieb drei Titel in den Top Five der deutschen Single-Charts platzieren. Satellite erreichte Platz eins der deutschen und Schweizer Hitparade und Platz 2 in Österreich. Unter dem Namen Lena (ohne Nennung des Nachnamens) veröffentlichte sie am 7. Mai 2010 ihr Debütalbum My Cassette Player, das Platz eins der deutschen Charts und Platz 3 in Österreich und der Schweiz belegte.
Als Vertreterin eines der vier größten EBU-Beitragszahler war Lena ohne Teilnahme an weiteren Vorentscheiden für das Finale des Eurovision Song Contest qualifiziert. Per Auslosung erhielt sie Startplatz 22 (von insgesamt 25). Lena trat mit vier Backgroundsängerinnen auf und siegte mit 246 Punkten (→ Punktevergabe für Deutschland). Es war der zweite Sieg für einen deutschen Beitrag nach Nicole im Jahr 1982. Einen Tag nach dem Finale empfing der damalige niedersächsische Ministerpräsident, Christian Wulff, Lena in ihrer Heimatstadt Hannover. Dort trug sie sich in das Goldene Buch der Stadt ein und wurde anschließend von etwa 40.000 Fans umjubelt.
Zwei Tage nach dem Finale stieg ihr Siegertitel auf Platz 1 der norwegischen Charts. Danach belegte er zudem erste Plätze in Schweden, Finnland, Schweiz, Dänemark sowie erneut in Deutschland. Auch in weiteren europäischen Ländern und Australien platzierte sich die Single. Von Mitte Juni bis Anfang August 2010 absolvierte Lena eine Promotiontour durch verschiedene europäische Städte. Neben Interviews gab es Live-Auftritte in der norwegischen Fernsehsendung Allsang på Grensen und der schwedischen Fernsehsendung Sommarkrysset, und sie trat beim Schlagerfestival auf der Stockholm Gay Pride auf. Im August 2010 erschien ihre vierte Single, Touch a New Day, die von Stefan Raab geschrieben und produziert wurde. Im Oktober 2010 kam der 3D-Animationsfilm Sammys Abenteuer – Die Suche nach der geheimen Passage ins Kino, in dem Meyer-Landrut dem Schildkrötenmädchen Shelly die deutsche Stimme lieh.
Im September 2010 engagierte der Automobilhersteller Opel Meyer-Landrut für ein Jahr als Werbeträgerin, u. a. für ein auch namentlich an ihren ESC-Hit angelehntes Sondermodell namens Corsa Satellite. Im März 2011 hatte sie zwei Gastauftritte in Anke Engelkes Sketch-Comedy Ladykracher. Im April 2011 war sie in einem Sesamstraßen-Special zu sehen, in dem sie ihren Hit Satellite unter dem Titel Bert, oh Bert auf Deutsch sang.

### 2011:Unser Song für DeutschlandundGood News
Die Idee, Lena Meyer-Landrut beim Eurovision Song Contest 2011 in Düsseldorf als Titelverteidigerin antreten zu lassen, stammte wiederum von Stefan Raab. In der deutschen Vorentscheidung Unser Song für Deutschland wählten die Zuschauer aus mehreren Vorschlägen den Song Taken by a Stranger.
Meyer-Landruts zweites Studioalbum Good News, das im Februar 2011 veröffentlicht wurde, enthält alle Beiträge der deutschen Vorentscheidung. Wie ihr Debütalbum gelangte Good News an die Spitze der deutschen Albumcharts und erreichte nach einer Woche Goldstatus. Im März 2011 erreichte sie als erste deutsche Künstlerin mit sechs Liedern (fünf Neueinsteiger und einem Wiedereinsteiger) gleichzeitig die Top 100 der deutschen Single-Charts. Bei der Echoverleihung 2011 gewann sie einen Echo als „Erfolgreichster Newcomer National“ und einen weiteren als „Erfolgreichste Künstlerin National“, in drei weiteren Kategorien war sie nominiert.
Im April 2011 absolvierte Lena ihre erste Tournee durch neun deutsche Städte. Bereits etwa acht Monate vor ihrem Start löste die Tour ein großes Medienecho aus. Es gab Spekulationen über einen schleppenden Vorverkauf sowie Äußerungen einiger prominenter Künstler, die die Sorge äußerten, dass die Hallen für eine unerfahrene Künstlerin zu groß seien. Die Besucherzahl der gesamten Tour wurde auf ca. 75.000 geschätzt.
Auf den ersten sechs Konzerten wurde sie von der Rock-Band kleinstadthelden und auf den letzten drei von der Indiepop-Gruppe Mikroboy als Vorgruppen begleitet. Die Tourband bestand aus Andreas Grimm (Bandleader, Keyboard), Mathias Höderath (Keyboard), Alex Vesper (Schlagzeug), Bruno Müller (Gitarre), Nico Brandenburg (Bass) und Bastian Ruppert (Gitarre, Posaune). Unterstützt wurden Sängerin und Band von den Backgroundsängerinnen Anji Hinke, Grace Risch und Maya Saban sowie einer vierköpfigen Streichergruppe. Die Tänzerinnen stammten aus dem Team der Choreographin Nikeata Thompson. Meyer-Landrut präsentierte in jeder Vorstellung insgesamt 21 Songs (inklusive drei Zugaben) ihrer beiden ersten Alben sowie erstmals den Song Who’d Want to Find Love. Das Konzert im April 2011 in der Frankfurter Festhalle wurde aufgezeichnet und unter dem Titel Good News – Live als DVD veröffentlicht.
Am 14. Mai sang Lena in der ESPRIT arena vor 36.000 Zuschauern zum zweiten Mal beim ESC für Deutschland. Mit ihrem Beitrag Taken by a Stranger erreichte sie den Platz 10. Zur Eröffnung des Song Contests sang sie zusammen mit den Moderatoren Stefan Raab, Judith Rakers und Anke Engelke eine Rockabilly-Version von Satellite. Auch dieser Version gelang der Einstieg in die Charts. Für den Matthias-Schweighöfer-Film What a Man, der im August 2011 in die Kinos kam, nahm sie das Lied What a Man auf, eine Coverversion des Linda-Lyndell-Hits aus dem Jahr 1968. Im September 2011 war sie Außenreporterin beim Bundesvision Song Contest 2011.

### 2012–2014:StardustundThe Voice Kids
Im April 2012 wirkte Meyer-Landrut in einer Werbekampagne zum 60. Geburtstag des Flughafens Hannover mit. Im Mai 2012 trat sie neben anderen ehemaligen Songcontest-Gewinnern als Pausenact beim zweiten Halbfinale des Eurovision Song Contests 2012 in Baku auf. Im August 2012 wurde bekanntgegeben, dass das Titellied der Sesamstraße in einer neuen Version mit ihr aufgenommen worden sei und ab Oktober 2012 die Sendung einleiten werde.
Im selben Jahr nahm Meyer-Landrut in Stockholm und Hamburg (Tonstudio Clouds Hill Recordings) ihr drittes Studioalbum, Stardust, auf, das im Oktober 2012 veröffentlicht wurde. Bereits im September 2012 war die gleichnamige Vorabsingle veröffentlicht worden, die auf Platz 2 der deutschen Single-Charts einstieg. Im Dezember 2012 und Januar 2013 wurden Album und Single mit Gold ausgezeichnet. Im März 2013 erschien die zweite Single Neon (Lonely People) aus dem Album. Bei der Echoverleihung 2013 wurde der Videoclip zu Stardust als bestes nationales Musikvideo ausgezeichnet.
Im Herbst 2012 nahm sie am Albumprojekt Giraffenaffen zugunsten von Die Arche – Christliches Kinder- und Jugendwerk teil, zu dem sie das Pippi-Langstrumpf-Lied Seeräuber-Opa Fabian beisteuerte. Im März 2013 war sie Musikpatin bei Dein Song, dem KiKA-Songwriting-Wettbewerb für Kinder. Zusammen mit Tim Bendzko und Henning Wehland war sie Coach und Jury-Mitglied in der ersten Staffel der Sat.1-Castingshow The Voice Kids, die im April und Mai 2013 ausgestrahlt wurde. Auch 2014, 2015 und 2016 war sie erneut als Coach dabei. 2015 gewann ihr Schützling Noah-Levi die Show.
Im April 2013 absolvierte sie eine Clubtour, bei der sie dreizehn deutsche Städte besuchte. Die Tourband bestand aus Reiner „Kallas“ Hubert (Schlagzeug), Felix Weigt (Bass), Marcus Schneider (Gitarre), mit denen sie bereits im Studio ihr Album Stardust eingespielt hatte, sowie Katie Freudenschuss (Keyboards) und Kerstin Sund (Gitarre). Im Mai 2013 wurde die dritte Single aus dem Album Stardust, Mr. Arrow Key, als Download-EP veröffentlicht, die neben der Studioversion des Titels Liveaufnahmen enthält, die auf dem Hamburger Konzert der Clubtour aufgezeichnet worden waren. Beim Eurovision Song Contest 2013 in Malmö gehörte Meyer-Landrut der deutschen Jury an. Als Jurysprecherin gab sie die deutschen Abstimmungsergebnisse im Finale bekannt.
Im Juni 2013 war sie Darstellerin in einem Werbespot für einen von Stefan Raab entwickelten Duschkopf, seit September 2013 wirbt sie für den französischen Kosmetikkonzern L’Oréal. Im Oktober 2013 wirkte sie als Sprecherin in den beiden Giraffenaffenhörspielen Wir sind da und Die Schatzsuche von Cally Stronk und Steffen Herzberg mit. In dem im Februar 2014 in den deutschen Kinos gestarteten Animationsfilm Tarzan 3D lieh sie Jane die deutsche Stimme. Im November 2014 wurden die Kompilationsalben Giraffenaffen 3 und I Love Disney veröffentlicht, zu denen sie Coverversionen der Filmlieder Schlaft alle (aus Pippi in Taka-Tuka-Land) und A Whole New World (aus Aladdin) beisteuerte.

### 2015–2016:Crystal Sky

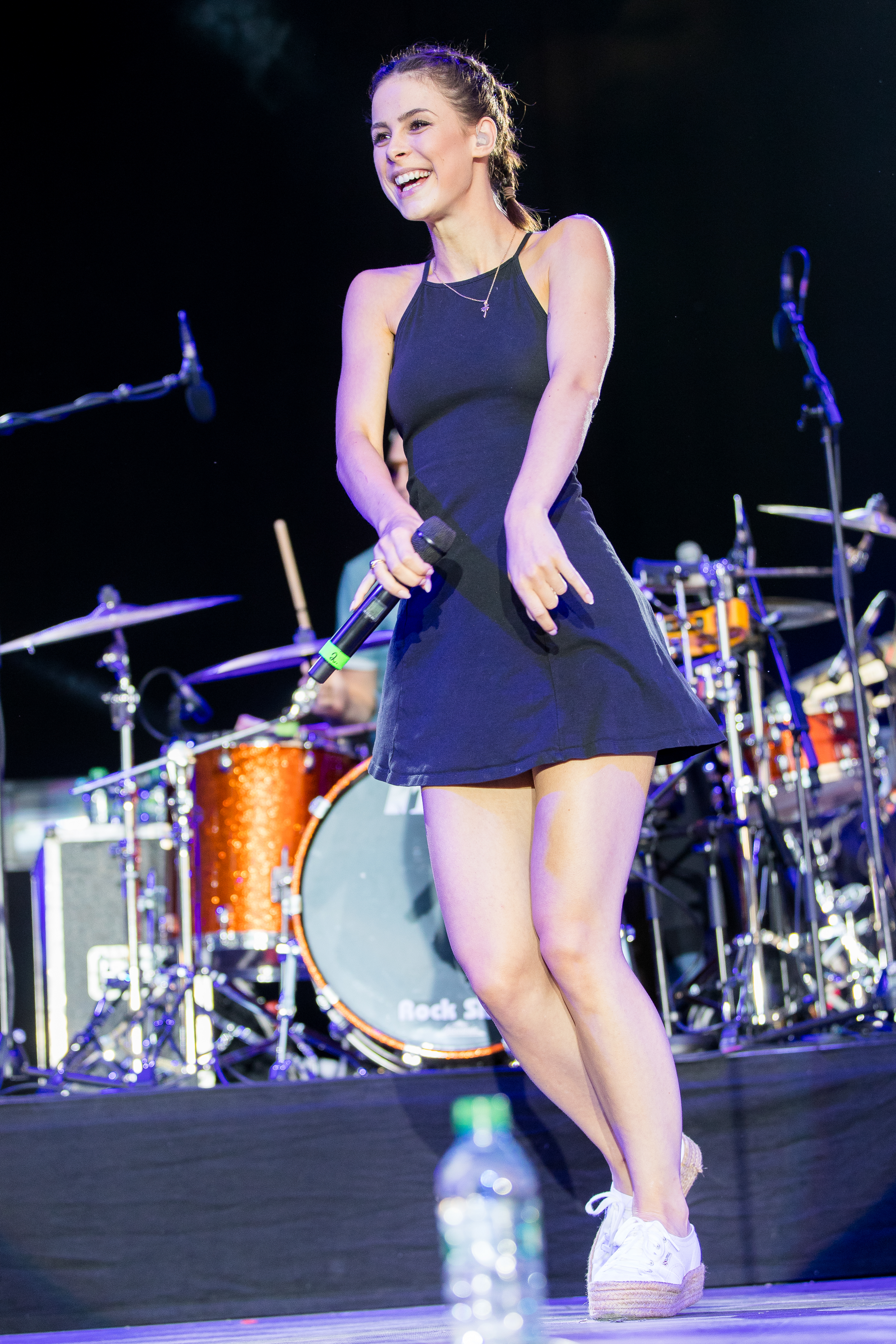
Auf dem Stadtfest Ludwigshafen 2016

Im August 2014 bestätigte Lena Meyer-Landrut via Twitter, dass ihr viertes Studioalbum, Crystal Sky, heißen werde. Die erste Single daraus, Traffic Lights, erschien wie das Album im Mai 2015. Im September 2015 veröffentlichte sie die Single Wild & Free, den Titelsong des Films Fack ju Göhte 2. Das Lied brachte ihr die erste Platzierung in den Top 10 der deutschen Singlecharts seit Stardust ein.
Im Oktober 2015 führte ihre dritte Tournee Meyer-Landrut durch sechs deutsche Städte. Unterstützt wurde sie dabei von der australischen Singer-Songwriterin Kat Vinter im Vorprogramm und als Background-Sängerin sowie von Lary und zwei The-Voice-Kids-Kandidaten. Im Februar 2016 schloss sich eine weitere Tour an, die sie durch zehn deutsche Städte und Luxemburg führte. Hierbei wurde sie von der belgischen Sängerin Emma Bale im Vorprogramm und von Jenniffer Kae als Backgroundsängerin begleitet.
Im April 2016 veröffentlichte sie die Single Beat to my Melody als Remix-EP. Das Lied war bereits auf dem Album Crystal Sky veröffentlicht worden. Im Juni 2016 flog Meyer-Landrut zu den DreamWorks-Studios nach Los Angeles, um dort neben Justin Timberlake und Anna Kendrick für den Animationsfilm Trolls zu werben. Von Ende August bis Anfang September 2016 fanden in Berlin die Synchronarbeiten für den Film statt, wo sie der Figur der Prinzessin Poppy die deutsche Stimme lieh. Der Film lief im Oktober 2016 in Deutschland an.

### 2017–2020:Sing meinen SongundOnly Love, L
Im Februar 2017 saß Lena Meyer-Landrut in der Sendung Unser Song 2017, der deutschen Vorentscheidung zum Eurovision Song Contest 2017 in der Ukraine, in der Jury. Im April 2017 veröffentlichte sie die Single Lost in You zum Download, an der unter anderem Nico Santos als Co-Autor sowie Djorkaeff und Beatzarre als Produzenten beteiligt waren. Dieser Titel belegte Platz 58 der deutschen Single-Charts. Im Mai 2017 trat sie gegen Lena Gercke bei Schlag den Star an und siegte. Von Mai bis Juli 2017 strahlte VOX die vierte Staffel von Sing meinen Song – Das Tauschkonzert aus, an der sie teilnahm. In dieser Sendung stellte sie auch ihren neuen Song, If I Wasn’t Your Daughter, vor, der Platz 35 der deutschen Single-Charts erreichte.
Im August 2017 kam es zu einer Zusammenarbeit mit der Hip-Hop-Gruppe Genetikk und Netflix zur Promotion der TV-Serie Marvel’s The Defenders in Deutschland, wobei die Single Lang lebe die Gang und ein Musikvideo entstanden. Im September 2017 unterstützte sie Bundeskanzlerin Angela Merkel im Bundestagswahlkampf. Im Oktober 2017 gab sie ihr Laufstegdebüt als Model bei der Show Le Défilé L’Oréal Paris auf der Paris Fashion Week. Im Dezember 2017 absolvierte sie eine weitere Tournee, bei der es Gastauftritte von Mark Forster, Michael Patrick Kelly, Genetikk und Moses Pelham gab. Im Juni 2018 kam es zu einem Kollaborationsprojekt mit Topic und Juan Magán, bei dem die Single Sólo Contigo veröffentlicht wurde.
Im November 2018 erschien Meyer-Landruts Single Thank You sowie das dazugehörige Musikvideo. Mitwirkende sind unter anderen Christoph Amend, Redakteur bei der Wochenzeitung Die Zeit und Danyiom Mesmer, Sieger der zweiten Staffel von The Voice Kids. In diesem Lied thematisiert Meyer-Landrut Mobbing. 2019 kehrte sie als Coach zu The Voice Kids zurück. Im März 2019 erschien die Single Don’t Lie to Me aus ihrem fünften Studioalbum, Only Love, L, das im April veröffentlicht wurde.
Ebenfalls im April 2019 kam Willkommen im Wunder Park in die deutschen Kinos. In diesem Animationsfilm leiht Lena der Hauptfigur June die deutsche Stimme. Im April und Mai 2019 weckte die Sommerkollektions-Kampagne Selected by des schwedischen Textilhandelsunternehmens H&M Kritik von Gegnern der Herstellpraktiken von H&M. Im Mai 2019 erschien das unter der Regie von Björn Dunne entstandene Musikvideo zu Boundaries. Es entstand als Kampagne mit der 20th Century Fox zur Vermarktung des Kinofilms X-Men: Dark Phoenix in Deutschland und enthält Ausschnitte aus dem Film.
Im August 2019 erschien das mit Nico Santos aufgenommene Duett Better. Im November des Jahres wurde Meyer-Landrut für den Publikums-Bambi nominiert. Im Dezember 2019 veröffentlichte sie ihr Album in einer neuen Version, (More Love Edition).

### Seit 2021:The Voice Kids,Wer stiehlt mir die Show?undLoyal to Myself
Im Frühjahr 2022 nahm sie als Coach an der zehnten Staffel von The Voice Kids teil. Im Juni 2021 veröffentlichte sie die Single Strip, und im Juni 2022 erschien die Single Looking for Love. Zur selben Zeit wurde ihr Lied Life Was a Beach in Japan populär, weshalb sie den Song als Duett mit dem Sänger Chris Hart neu veröffentlichte. Eine Tour für 2022 sagte sie wegen Corona ab.
Im März 2023 erschien das Lied Timeline, das Meyer-Landrut gemeinsam mit Trettmann aufgenommen hat. Im Februar 2024 nahm sie an der siebten Staffel von Wer stiehlt mir die Show? teil und gewann das Staffelfinale. Ende Mai 2024 erschien nach fünfjähriger Pause Meyer-Landruts Album Loyal to Myself. Im Juni ging sie auf Tournee, sagte jedoch die letzten geplanten Konzerte aus gesundheitlichen Gründen ab. Seit Juli 2024 gab es keine öffentlichen Auftritte oder Äußerungen mehr.

## Diskografie
Studioalben

| Jahr | Titel Musiklabel                         | Höchstplatzierung, Gesamtwochen, AuszeichnungChartplatzierungen (Jahr, Titel, Musiklabel, Platzierungen, Wochen, Auszeichnungen, Anmerkungen) | Höchstplatzierung, Gesamtwochen, AuszeichnungChartplatzierungen (Jahr, Titel, Musiklabel, Platzierungen, Wochen, Auszeichnungen, Anmerkungen) | Höchstplatzierung, Gesamtwochen, AuszeichnungChartplatzierungen (Jahr, Titel, Musiklabel, Platzierungen, Wochen, Auszeichnungen, Anmerkungen) | Höchstplatzierung, Gesamtwochen, AuszeichnungChartplatzierungen (Jahr, Titel, Musiklabel, Platzierungen, Wochen, Auszeichnungen, Anmerkungen) | Anmerkungen                                                |
| Jahr | Titel Musiklabel                         | DE | AT | CH | UK | Anmerkungen                                                |
| ---- | ---------------------------------------- | --- | --- | --- | --- | ---------------------------------------------------------- |
| 2010 | My Cassette Player Universal Music (UMG) | DE1 ×5Fünffachgold · (44 Wo.)DE | AT1 (18 Wo.)AT | CH3 (18 Wo.)CH | — | Erstveröffentlichung: 7. Mai 2010 Verkäufe: + 500.000      |
| 2011 | Good News Universal Music (UMG)          | DE1 Platin · (22 Wo.)DE | AT7 (11 Wo.)AT | CH15 (14 Wo.)CH | — | Erstveröffentlichung: 7. Februar 2011 Verkäufe: + 200.000  |
| 2012 | Stardust We Love Music (UMG)             | DE2 Gold · (22 Wo.)DE | AT14 (8 Wo.)AT | CH31 (1 Wo.)CH | — | Erstveröffentlichung: 12. Oktober 2012 Verkäufe: + 100.000 |
| 2015 | Crystal Sky We Love Music (UMG)          | DE2 Gold · (18 Wo.)DE | AT25 (2 Wo.)AT | CH40 (1 Wo.)CH | — | Erstveröffentlichung: 15. Mai 2015 Verkäufe: + 100.000     |
| 2019 | Only Love, L Polydor (UMG)               | DE2 (24 Wo.)DE | AT4 (10 Wo.)AT | CH14 (4 Wo.)CH | — | Erstveröffentlichung: 5. April 2019                        |
| 2024 | Loyal to Myself Polydor (UMG)            | DE5 (4 Wo.)DE | AT7 (1 Wo.)AT | CH78 (1 Wo.)CH | — | Erstveröffentlichung: 31. Mai 2024                         |

## Tourneen
- Lena Live Tour (2011)
- No One Can Catch Us Tour (2013)
- Carry You Home Tour (2015)
- Carry You Home Tour 2.0 (2016)
- End Of Chapter One Tour (2017)
- Only Love Tour (2019)
- Lena – Live 2024 (2024)

## Filmografie

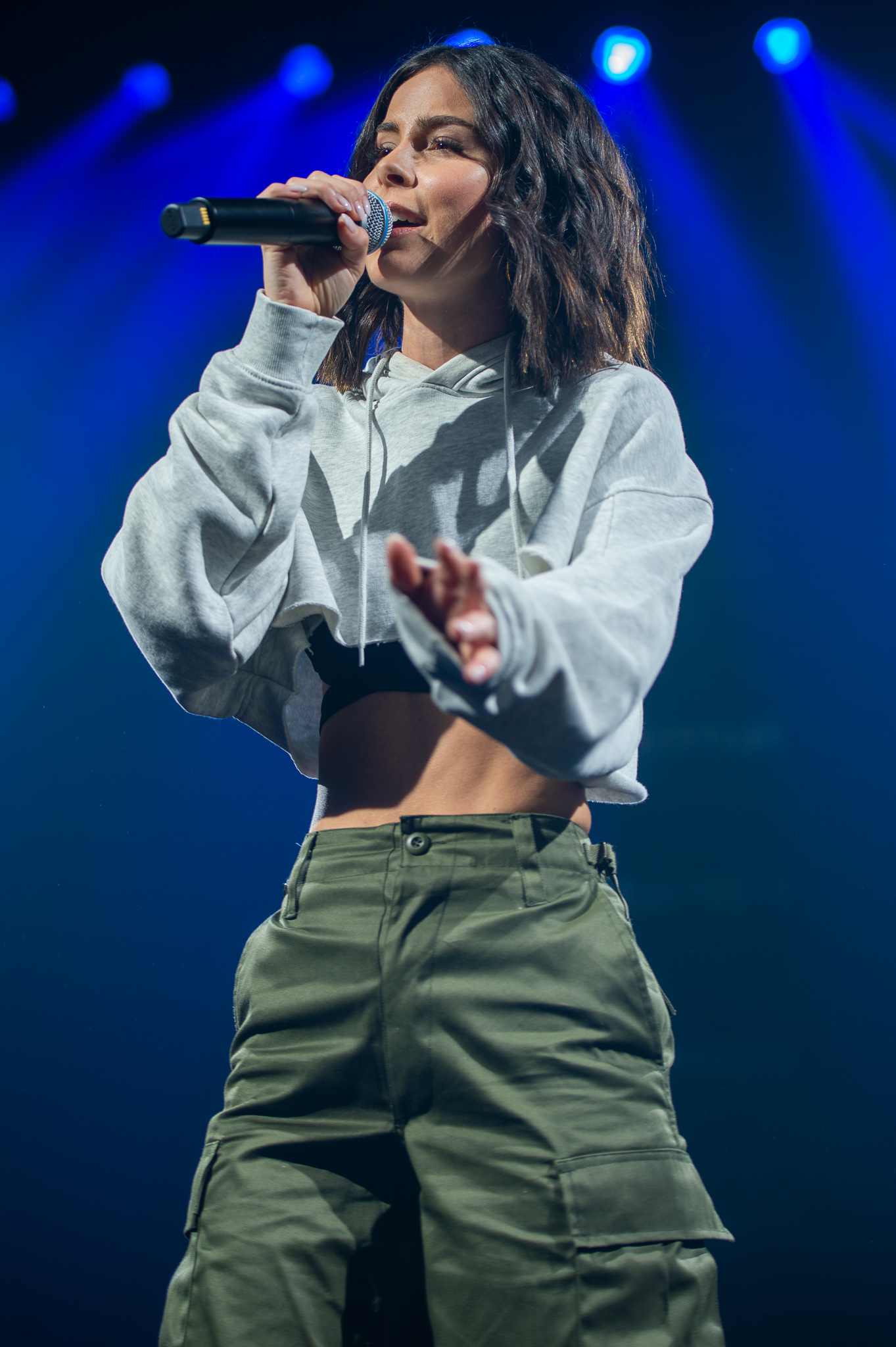
Lena Meyer-Landrut im Jahr 2019

### Darstellerin
- 2009: K11 – Kommissare im Einsatz (Staffel 7 – Folge 102: In der Schusslinie)
- 2009: Helfen Sie mir! (Fernsehserie – Folge 3, Teil 2: Bei Nacht im Freibad)
- 2009: Richter Alexander Hold (Staffel 7 – Folge 220: Unter der Maske)
- 2011: Ladykracher (Comedy-Reihe, Staffel 6 – Folgen 3 und 5)

### Jurorin
- 2013–2016, 2019–2020, 2022–2024: The Voice Kids
- 2017: Unser Song 2017

### Gastauftritte
- 2011: Sesamstraße präsentiert Promisongs: Ernie & Bert und Lena
- 2011: Ausflug mit Kuttner
- 2012: Durch die Nacht mit … (zusammen mit Casper)
- 2012: Ävver et Hätz bliev he in Kölle (Musikvideo von Stefan Raab und Höhner)
- 2013: Kika: Dein Song (als Patin)
- 2013: Die Große TV total Prunksitzung (als Tanzmariechen)
- 2013: Deutsche Punktevergabe beim Eurovision Song Contest 2013
- 2013: Die erfolgreichsten Disneyfilme aller Zeiten (als Co-Moderatorin)
- 2015: So wie du bist (Musikvideo von MoTrip feat. Lary)
- 2015: Prankenstein (als Streichopfer beim Tretbootfahren)
- 2015: Soundtrack Deutschland (als Sekretärin im FDJ-Büro)
- 2015: Gute Zeiten, schlechte Zeiten (Folge 5852, Auftritt im Mauerwerk)
- 2015: Die Helene Fischer Show (Gastauftritt im Duett mit Helene)
- 2016: Das Duell um die Geld
- 2016: Bauerfeind assistiert… Lena Meyer-Landrut
- 2016: Zimmer frei!
- 2017: Schlag den Star: Lena Meyer-Landrut vs. Lena Gercke
- 2017: Sing meinen Song – Das Tauschkonzert
- 2017: Bullyparade – Der Film (als brünette Sirene)
- 2017: Lang lebe die Gang (Musikvideo mit Genetikk)
- 2017: Sing meinen Song – Das Weihnachtskonzert
- 2018: Supernova (Musikvideo von Casper und Marteria)
- 2018: LUKE! Das Jahr und ich 2018
- 2019: Joko gegen Klaas – Das Duell um die Welt
- 2019: Verstehen Sie Spaß? (als Lockvogel)
- 2019: Luke! Die Schule und ich
- 2019: Germany’s Next Topmodel
- 2019: Just You and I (Musikvideo vom Tom Walker)
- 2020: Das große ProSieben Wohnzimmer-Festival
- 2020: Frank Elstner: Wetten, das war’s..?
- 2021: Wer weiß denn sowas? XXL
- 2022: Lass es Rosen für mich regnen (Musikvideo von Casper)
- 2024: Wer stiehlt mir die Show?

### Synchronsprecherin
Anna Kendrick
- 2016: Trolls als Poppy[80]
- 2020: Trolls World Tour als Poppy[81]
- 2023: Trolls 3 – Gemeinsam stark als Poppy[82]

#### Filme
- 2010: Sammys Abenteuer – Die Suche nach der geheimen Passage – Isabelle Fuhrman als Shelly
- 2014: Tarzan 3D – Spencer Locke als Jane Porter
- 2019: Willkommen im Wunder Park – Brianna Denski als June

## Hörspiele
- 2014: Tarzan – Das Original-Hörspiel zum Kinofilm, Edel:Kids
- 2016: Trolls – Das Original-Hörspiel zum Kinofilm, Edel:Kids
- 2019: Willkommen im Wunder Park – Das Original-Hörspiel zum Kinofilm, Edel:Kids
- 2020: Trolls World Tour – Das Original-Hörspiel zum Kinofilm, Edel:Kids
- 2023: Trolls – Gemeinsam stark. Das Original-Hörspiel zum Kinofilm, Edel:Kids

## Auszeichnungen und Nominierungen

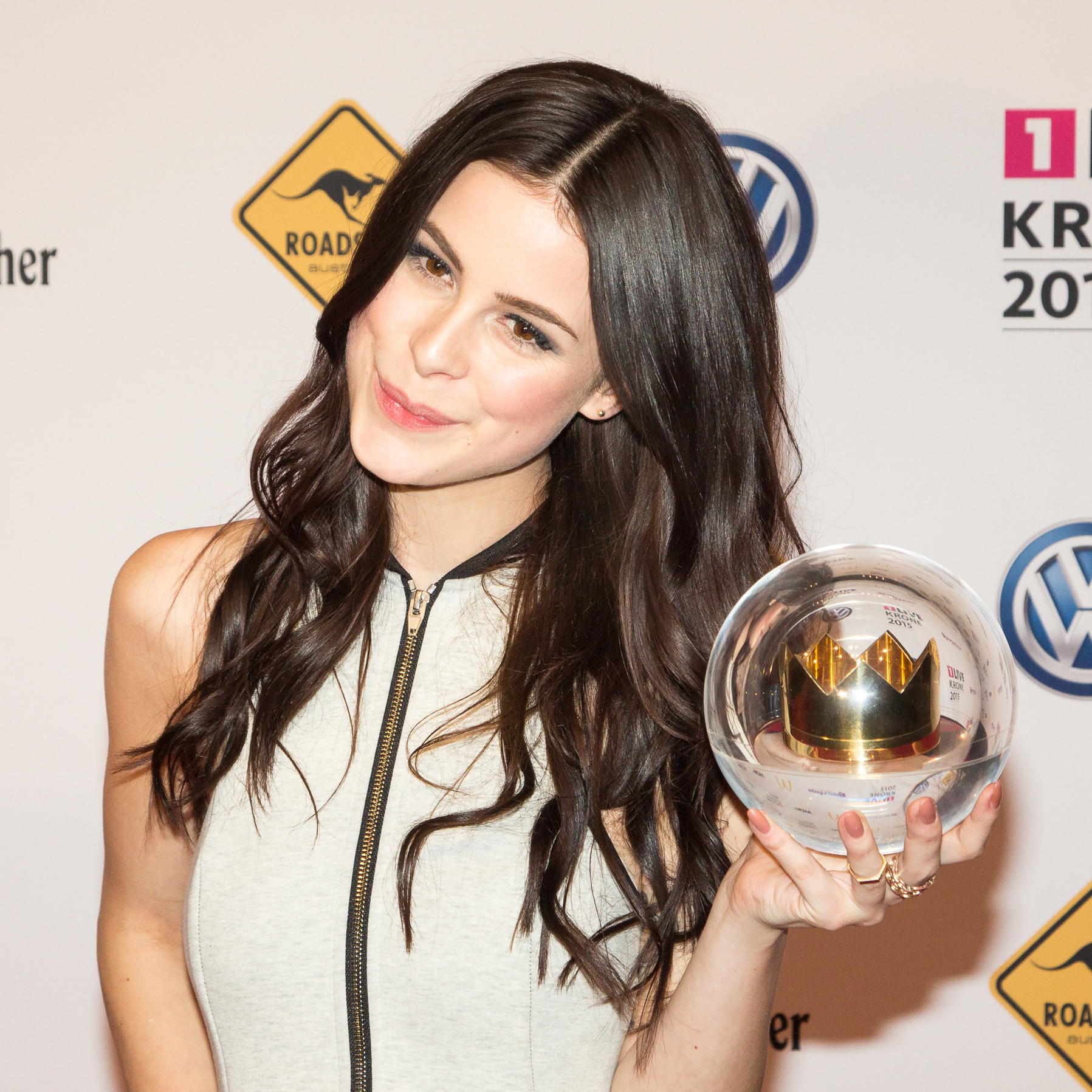
Mit der 1LIVE-Krone für die beste Künstlerin 2015

### Auszeichnungen
2010
- Erster Platz beim 55. Eurovision Song Contest mit Satellite
- SWR 3 New Pop Festival: Newcomerin des Jahres[83]
- Goldene Henne: Ehrenpreis der Jury als „Charme-Botschafterin“
- Deutscher Fernsehpreis: Ensemble von Unser Star für Oslo
- 1 Live Krone: Beste Single (Satellite) und Beste Künstlerin[84]
- CMA – Wild and Young Award in Gold „Beste Newcomerin – national“[85]

2011
- Goldene Kamera in der Kategorie Beste Musik National
- Echo in den Kategorien Erfolgreichster Newcomer National und Erfolgreichste Künstlerin National
- Comet in der Kategorie Beste Künstlerin
- MTV Europe Music Awards in den Kategorien Bester deutscher Act und Bester europäischer Act[86]
- ESC Radio Awards 2011 in der Kategorie Best Female Act[87]

2012
- MTV Germany: Jahresvoting in der Kategorie Queen of Pop 2011 (Publikumsabstimmung)

2013
- Echo in der Kategorie Bestes Video National
- Radiopreis Sieben – Künstlerin National[88]
- MTV Europe Music Awards in den Kategorien Bester deutscher Act und Europe Central Worldwide Act

2015
- Best Inspiration Award in der Kategorie Musik der Zeitschrift Grazia
- Napster-Fan-Preis Bester Einzelkünstler[89]
- MTV Europe Music Award in der Kategorie Bester deutscher Act[90]
- 1 Live Krone: Beste Künstlerin[91]
- Bravo Otto in Gold in der Kategorie Super-Sängerin[92]

2016
- Nickelodeon Kids’ Choice Awards in der Kategorie Lieblingsstar Deutschland, Österreich und Schweiz[93]
- Radio Regenbogen Award: Künstlerin National

2018
- Goldene Kamera in der Kategorie Beste Show

2019
- Nickelodeon Kids’ Choice Awards 2019 in der Kategorien Lieblingssänger/-sängerin Deutschland, Österreich und Schweiz und Lieblings-Cast Deutschland, Österreich und Schweiz mit „The Voice Kids“
- Bildungspreis der Hochschule Ansbach
- Bravo Otto in Silber in der Kategorie Sänger/-in national

2020
- Nickelodeon Kids’ Choice Awards 2020 in den Kategorien Lieblings-Sänger/-in Deutschland, Österreich und Schweiz, Lieblings-Ohrwurm Deutschland, Österreich und Schweiz für Better (mit Nico Santos) und Lieblings-Cast Deutschland, Österreich und Schweiz für The Voice Kids 2020 Coaches (mit Max Giesinger, Deine Freunde und Sasha)
- Bravo Otto in Silber in der Kategorie Sänger/-in national

2021
- Nickelodeon Kids’ Choice Awards 2021 in der Kategorie Lieblings-Sänger/-in: Deutschland, Österreich und Schweiz[94]
- Bravo Otto in Silber in der Kategorie Sänger/-in national[95]

2022
- Nickelodeon Kids’ Choice Awards 2022 in der Kategorie Lieblings-Sänger/-in Deutschland, Österreich und Schweiz

2023
- Nickelodeon Kids’ Choice Awards 2023 in der Kategorie Lieblings-Sänger/-in Deutschland, Österreich und Schweiz

### Nominierungen
2010
- Comet in der Kategorie Bester Durchstarter
- Goldene Henne: Leserpreis der Superillu, Kategorie: Musik
- Bravo Otto in der Kategorie Super-Sängerin

2011
- Echo in den Kategorien Album des Jahres für My Cassette Player, Hit des Jahres National oder International für Satellite, Radio-Echo für Satellite
- Comet in der Kategorie Bester Song
- MTV Europe Music Awards in der Kategorie Bester weltweiter Act[96]
- 1 Live Krone: Beste Single Taken by a Stranger

2012
- European Music Award Sound in der Kategorie Pop Germany
- Echo in den Kategorien Erfolgreichste Künstlerin National Rock/Pop[97] und Bestes Video National[98]
- 1 Live Krone: Beste Single (Stardust)

2013
- Echo in der Kategorie Künstlerin Rock/Pop National[99]
- Nickelodeon Kids’ Choice Awards 2013 in der Kategorie Lieblingsstar Deutschland, Österreich und Schweiz
- Radio Regenbogen Award 2013 in der Kategorie Hörerpreis[100]
- Bravo Otto in der Kategorie Super-Sängerin
- Goldene Henne in der Kategorie Musik
- Deutscher Fernsehpreis in der Kategorie Beste Unterhaltung Show: The Voice Kids (Ensemble-Leistung mit Tim Bendzko und Henning Wehland)
- MTV Europe Music Awards in der Kategorie Worldwide Act[101]

2015
- MTV Europe Music Award in der Kategorie Worldwide Act: Europe

2016
- Goldene Kamera in der Kategorie Beliebtester deutscher Musik-Act
- ECHO in der Kategorie Künstlerin Rock/Pop National

2017
- Webvideopreis Deutschland in der Kategorie Person Of The Year – Female
- Die Goldenen Blogger in der Kategorie Markenbotschafter

2019
- Nickelodeon Kids’ Choice Awards 2019 in der Kategorie Lieblings-„Big Kid“ Deutschland, Österreich und Schweiz
- Bambi in der Kategorie Publikums-Bambi
- 1 Live Krone in den Kategorien Beste Künstlerin und Beste Single für Better (mit Nico Santos)

2022
- 1 Live Krone in den Kategorien Beste Künstlerin und Beste Single für Looking for Love

2023
- Nickelodeon Kids’ Choice Awards 2023 in der Kategorie Lieblings-Ohrwurm Deutschland, Österreich und Schweiz mit „Life was a Beach“